# السفارة السعودية في رومانيا
سفارة المملكة العربية السعودية في رومانيا، هي بعثة دبلوماسية سعودية تقع في العاصمة الرومانية بوخارست ويترأس البعثة سفير خادم الحرمين الشريفين محمد عبد الغني خياط.

## وصلات خارجية
- موقع سفارة المملكة العربية السعودية السعودية في رومانيا
- (بالعربية) وزارة الخارجية السعودية
- (بالإنجليزية) Ministry of Foreign Affairs of Kingdom of Saudi Arabia